# Шаповалов, Анатолий Александрович
Анатолий Александрович Шаповалов (род. 20 июля 1939, станица Андреевская, Ростовская область, РСФСР, СССР) — советский военачальник, генерал-лейтенант.

## Биография
Родился в станице Андреевская Дубовского района Ростовской области в крестьянской семье. Отец был зоотехником, мать — колхозница.
Окончив в Ростове-на-Дону строительный техникум, работал линейным механиком в ДСУ города Чимкента на строительстве автодороги Алма-Ата — Ташкент.
В 1958 году поступил в Ташкентское высшее военное общевойсковое командное училище которое заканчивает в 1962 году с отличием. В том же году лейтенант Шаповалов направлен в Группу советских войск в Германии в город Вурцен командиром мотострелкового взвода (242-й гвардейский мотострелковый полк, 20-я гвардейская мотострелковая дивизия, 18-я гвардейская армия). В 1967 году в связи со сложной обстановкой на Дальнем Востоке направлен в Благовещенский укрепительный район командиром зенитно-пулеметной роты, затем переведен командиром роты в Дальневосточное высшее общевойсковое училище имени Маршала Советского Союза К. К. Рокоссовского. В 1969 году поступил в Военную академию им. М. В. Фрунзе, по окончании которой в 1972 году направляется в Киевский военный округ где проходит путь от начальника штаба полка до заместителя командира 72-й гвардейской мотострелковой дивизии, за успехи в боевой и политической подготовке был награждён орденом «За службу Родине в Вооружённых Силах СССР» III степени.
В 1980 году после окончания Академии Генерального штаба полковник Шаповалов назначен командиром 1-й гвардейской пролетарской Московско-Минской ордена Ленина дважды Краснознаменной орденов Суворова и Кутузова мотострелковой дивизии. Командуя дивизией принял участие в оперативно-стратегических учениях ВС СССР и стран Варшавского договора «Запад-81», за успешное участие в которых был награждён орденом Красной Звезды.
В декабре 1982 года генерал-майор Шаповалов назначен командиром 201-й Краснознаменной Гатчинской мотострелковой дивизии, дислоцируемой в городе Кундузе (Республика Афганистан). В период его командования дивизия проводила боевые операции в провинциях Кундуз, Тахар, Саланг, Балх, Бадахшан, Фарьяб, в ущельях Панджер с 1982 по 1984 год дивизия успешно прошла север и северо-восток Афганистана. За успешное выполнение боевых задач и проявленные при этом мужество и героизм комдив Шаповалов был удостоен многих советских и афганских наград, а также был представлен к присвоению звания Героя Советского Союза, но Звездой Героя по решению вышестоящих инстанций награждён не был.
В декабре 1984 года назначен командиром 36-го армейского корпуса, штаб которого дислоцировался в городе Ашхабаде.
В мае 1987 года назначен командующим 4-й общевойсковой армией в городе Баку.
С апреля 1989 года — первый заместитель командующего войсками Приволжского военного округа.
С 1990 года генерал-лейтенант Шаповалов снова возвращается в Афганистан советником Министерства обороны. Около двух лет он работал в тесном контакте с президентом Наджибуллой.
С 1992 года в распоряжении министра Обороны РФ, выполняет различные поручения в том числе занимался выводом российских военнослужащих, их семей, военной техники и вооружения из Грузии.

Шел декабрь 1992 года. С территории Грузии Россия выводила оставшиеся войска. Грузинская сторона препятствовала этому. Не выпуская наш вертолётный полк, она планировала использовать его в своих целях — для боевых действий в Южной Осетии и Абхазии. Переговоры не давали никаких результатов. Анатолий Александрович обращается к командующему войсками округа генерал-полковнику Сергееву — дать разрешение вылететь в Грузию и возвратить вертолётный полк на Родину. Под личную ответственность самого Шаповалова. Главной задачей было спасти людей. Ради этого он готов был рискнуть.
Он прибыл в Грузию, доложив местному министру обороны, что якобы приехал передавать российский военный городок. Он сумел отправить 640 семей, спецтехнику, стрелковое вооружение и управляемые ракеты на территорию России. Оставалось вывести самих военных и вертолёты. Для притупления бдительности ежедневно утром делался вид проверки техники. Вертолёты поднимали в воздух и сажали обратно. И однажды во время очередной тренировки вертолётный полк полностью поднялся в небо и полетел через Крестовый перевал. Это стало для Грузии настоящей неожиданностью. Шаповалов вывел подразделение в Самарскую область в Кинель-Черкассы. Все это происходило накануне нового 1994 года — года, когда Анатолия Александровича вдруг уволят из Вооруженных сил с официальной формулировкой «по возрасту». Этому увольнению предшествовал разговор негодующего Эдуарда Шеварнадзе с желающим сохранить нейтралитет Борисом Ельциным.
— Из книги Е. Корнышева «Я, Шаповалов»
В 1993 году генерал-лейтенант Шаповалов был уволен в запас.
Проживает в Самаре. С 2000 года по 2011 год — председатель Самарского областного Комитета ветеранов войны и военной службы, с 2011 года — Почетный председатель Самарской региональной общероссийской общественной организации ветеранов «Российский союз ветеранов». С 2014 года по 2017 год — председатель Самарского регионального отделения ОООВ ВС РФ, с 2017 года — почётный председатель организации.

## Награды
- Орден Александра Невского (8 июля 2024) — за активную общественную деятельность и вклад в патриотическое воспитание молодёжи[3];
- два ордена Красного Знамени;
- два ордена Красной Звезды;
- орден «За службу Родине в Вооружённых Силах СССР» II степени;
- орден «За службу Родине в Вооружённых Силах СССР» III степени

медали, в том числе
- «За воинскую доблесть. В ознаменование 100-летия со дня рождения Владимира Ильича Ленина»;
- «Ветеран Вооружённых Сил СССР»;
- «За безупречную службу I степени»
- Медаль Дмитрия Устинова (11 июня 2024) — за личное мужество и отвагу, проявленные при защите Отечества

знаки
- Нагрудный знак «Воину-интернационалисту»
- Почётный знак «За труд во благо земли Самарской» (2014) — за многолетнюю общественную работу и большой вклад в военно-патриотическое воспитание молодежи[4]

Республика Афганистан
- два ордена Красного Знамени;
- орден «Звезда» I, II и III степени;
- два ордена «За храбрость»;
- орден «Слава»;
- орден Гази Эмир Аманнула-хан;
- медали

## Видеоматериалы
- ТВ ХУДОЖНИК. ч.1 Генерал-лейтенант Шаповалов Анатолий Александрович
- ТВ ХУДОЖНИК. ч.2 Генерал-лейтенант Шаповалов Анатолий Александрович
- ТВ ХУДОЖНИК. ч.3 Генерал-лейтенант Шаповалов Анатолий Александрович
- ТВ ХУДОЖНИК. ч.4 Генерал-лейтенант Шаповалов Анатолий Александрович
- ТВ ХУДОЖНИК. ч.5 Генерал-лейтенант Шаповалов Анатолий Александрович